# Leleakî, Barîșivka
Leleakî (în ucraineană Леляки) este un sat în comuna Semenivka din raionul Barîșivka, regiunea Kiev, Ucraina.

## Demografie
Componența lingvistică a localității Leleakî
     Ucraineană (96,79%)
     Rusă (1,28%)
     Belarusă (1,07%)
Conform recensământului din 2001, majoritatea populației localității Leleakî era vorbitoare de ucraineană (96,79%), existând în minoritate și vorbitori de rusă (1,28%) și belarusă (1,07%).